# Édouard Castres
Édouard Castres, né le 21 juin 1838 à Genève et mort le 28 juin 1902 à Annemasse, est un artiste-peintre suisse.

## Biographie

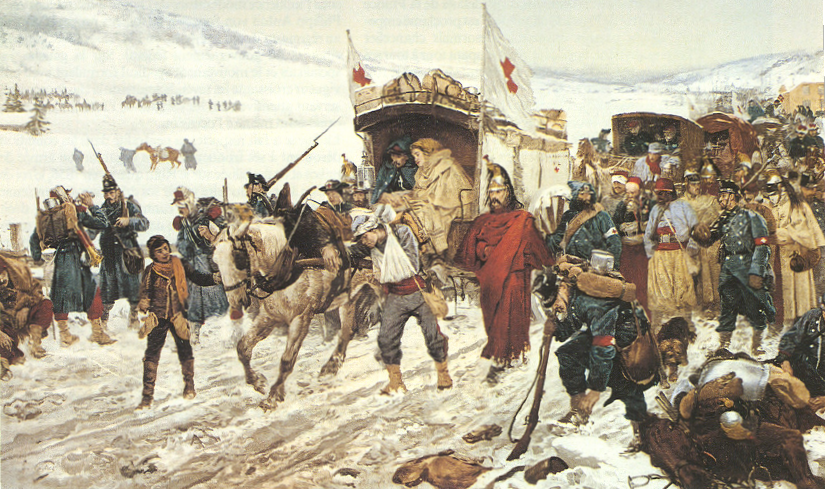
Aquarelle de Castres représentant la retraite de l'armée de l'Est pendant la guerre de 1870.

Après avoir étudié avec Barthélemy Menn dans sa ville natale, il se rend à Paris pour suivre des cours à l'école des beaux-arts.
Il prend part à la guerre franco-prussienne de 1870 dans l'armée de l'Est comme volontaire de la Croix-Rouge française et assiste à la retraite de l'armée en Suisse en février 1871. En souvenir de cet évènement, il peint plusieurs toiles à l'huile représentant le quotidien de ces soldats dans le Jura enneigé. Ses travaux sont remarqués par l’entrepreneur Benjamin Henneberg qui confie à Castres la réalisation d'un panorama circulaire de 40 mètres représentant la reddition de l'armée du général Bourbaki. Il commence ses études sur le sujet en 1876 et réalise le tableau à Genève en quatre ans dès 1881 avec une équipe de peintres parmi lesquels se trouve Ferdinand Hodler. Le panorama Bourbaki, mesurant 112 mètres sur 10, est exposé à Lucerne dans un musée spécialement dédié.
Parmi ses élèves, on compte Rodolphe Piguet.

## Sources
voir Marc-Antonio Barblan, Edouard Castres et Louis Dunki "peintres de batailles".Catalogue d'exposition, Château de Grandson, 23.10-16.11.1975
- (en) Cet article est partiellement ou en totalité issu de l’article de Wikipédia en anglais intitulé « Edouard Castres » (voir la liste des auteurs).